# Бородино (Вологодская область)
Бородино — деревня в Устюженском районе Вологодской области.
Входит в состав Никифоровского сельского поселения, с точки зрения административно-территориального деления — в Никифоровский сельсовет.
Расстояние до районного центра Устюжны по автодороге — 16 км, до центра муниципального образования посёлка Даниловское по прямой — 0,6 км. Ближайшие населённые пункты — Волосово, Даниловское, Никифорово.
По переписи 2002 года население — 11 человек.